# Cod ATC N04
Codul ATC N04 Antiparkinsoniene este o parte a sistemului de clasificare anatomică, terapeutică și chimică a medicamentelor, un sistem dezvoltat de către Organizația Mondială a Sănătății (OMS) pentru clasificarea medicamentelor și a altor produse medicinale. Subgrupul N04 este o parte a grupului N Sistemul nervos central.
Codurile pentru preparatele de uz veterinar sunt create prin alipirea literei Q în fața codului ATC corespunzător produsului pentru uz uman; de exemplu, QN04. 

## N04AAnticolinergice

### N04AA Amine terțiare
N04AA01 Trihexifenidil
N04AA02 Biperiden
N04AA03 Metixen
N04AA04 Prociclidină
N04AA05 Profenamină
N04AA08 Dexetimidă
N04AA09 Fenglutarimide
N04AA10 Mazaticol
N04AA11 Bornaprină
N04AA12 Tropatepină

### N04ABEterianalogi deantihistaminice
N04AB01 Etanautină
N04AB02 Orfenadrină (clorură)

### N04AC Eteri sau derivați aitropinei
N04AC01 Benzatropină
N04AC30 Etibenzatropină

## N04BDopaminergice

### N04BA Dopa și derivați de dopa
N04BA01 Levodopa
N04BA02 Levodopa și inhibitor de dopa-decarboxilază periferică
N04BA03 Levodopa, inhibitor de dopa-decarboxilază periferică și inhibitor de COMT
N04BA04 Melevodopa
N04BA05 Melevodopa inhibitor de dopa-decarboxilază periferică
N04BA06 Etilevodopa inhibitor de dopa-decarboxilază periferică

### N04BB Derivați deadamantan
N04BB01 Amantadină

### N04BC Agoniști ai dopaminei
N04BC01 Bromocriptină
N04BC02 Pergolidă
N04BC03 Dihidroergocriptină, mesilat
N04BC04 Ropinirol
N04BC05 Pramipexol
N04BC06 Cabergolină
N04BC07 Apomorfină
N04BC08 Piribedil
N04BC09 Rotigotină

### N04BD Inhibitori de monoaminoxidază de tip B
N04BD01 Selegilină
N04BD02 Rasagilină
N04BD03 Safinamidă

### N04BX Alte dopaminergice
N04BX01 Tolcaponă
N04BX02 Entacaponă
N04BX03 Budipină
N04BX04 Opicaponă